# Luvatski jezik
Luvatski jezik (luwati; ISO 639-3: luv), jezik naroda Luwathiya kojim govori 5 000 (1996) čiji su se preci doselili iz Irana preko Hyderabada u Muttrah, Oman. Pripadnike ove muslimanske etničke grupe ovdje ponekad nazivaju i Perzijancima. Žive i u Muscatu i drugim gradovima poglavito kao biznismeni.
Pripada indoiranskoj skupini indoeuropskih jezika, ali pobliže nije klasificiran

## Vanjske poveznice
- Ethnologue (14th)
- Ethnologue (15th)